# دهستان فندرسک شمالی
فندرسک شمالی، دهستانی است از توابع بخش فندرسک شهرستان رامیان در استان گلستان ایران.

## جمعیت
براساس سرشماری سال ۱۳۸۵ جمعیت آن ۷٬۱۷۶ نفر (۱٬۷۵۲ خانوار) بوده‌است.